# 提姆·菲利普斯
提姆·菲利普斯（英語：Tim Phillips，1990年11月30日—）是美國的一位游泳運動員，擅長多種游泳方式。他參加了2011年夏季世界大學生運動會。在2015年世界游泳錦標賽上，他參加了男子4x100米接力的賽事，擔當蝶泳的部分。